# Martin Folkes
Martin Folkes est un antiquaire, numismate, mathématicien et astronome britannique, président de la Royal Society, né à Westminster (Londres) le 29 octobre 1690, vieux style (8 novembre dans le  calendrier grégorien, et mort à Londres le 28 juin 1754 .

## Biographie
Martin Folkes est le fils aîné de Martin Folkes, écuyer, conseiller juridique, et de Dorothy Hovell, fille du chevalier de même nom dont elle avait hérité du château d'Hillington, dans le Norfolk, qu'il a possédé toute sa vie. 
À neuf ans, il a été mis sous la conduite du savant Jacques Louis Cappel, fils de Louis Cappel, ancien professeur en langue hébraïque à l'Académie de Saumur. Cappel disait de lui qu'il était capable d'entendre les meilleurs auteurs grecs et latins. Il a aussi étudié avec Abraham de Moivre, probablement grâce à la recommandation de Cappel. Il a été élève à Clare College de Cambridge et a été sous la conduite du docteur Laugton. Il se distingue alors en mathématiques et il a été choisi membre de la Royal Society à l'âge de vingt-trois ans, le 11 novembre 1714. Il y a rapidement montré de tels talents et capacités qu'il a été élu comme un des membres de son conseil en 1716, et, en 1723, Sir Isaac Newton, président de la société, l'a nommé l'un des vice-présidents. À la mort de Newton, il a été un des candidats à la présidence, mais c'est Sir Hans Sloane, qui a été choisi. Il ne devient président qu'après la démission de Sloane, en 1741. En 1742, il a été nommé membre de l'Académie royale des sciences.
Martin Folkes est un franc-maçon éminent. Il est nommé grand maître adjoint de la Première Grande Loge d'Angleterre en 1721, il crée une loge en 1724, à Norfolk, la Maid's Head. Un bijoux à son effigie frappé en 1742 par des maçons de Rome est considéré comme un des plus anciens bijoux maçonniques.
En 1733, il entreprend avec sa famille une tournée à travers l'Italie pendant laquelle il a composé ses Dissertations sur les poids et les valeurs des monnaies anciennes. Devant la Société des Antiquaires de Londres, dont il était président de 1749 à 1754, il a lu, en 1736, ses Observations sur les piliers de Trajan et des Antonins à Rome et sa Table des monnaies d'or anglaises de la 18e année du roi Édouard III. En 1745, il a imprimé cette Table et le plus considérable ouvrage qu'il ait écrit, le Traité des monnaies d'argent d'Angleterre. Il a également publié d'autres articles à la Société des Antiquaires ainsi qu'à la Royal Society, principalement sur les antiquités romaines. En 1739, il a été élu comme un des vice-présidents fondateurs du Foundling Hospital pour les enfants abandonnés, poste qu'il a occupé jusqu'en 1747.
En septembre 1753, une attaque a entraîné une paralysie de tout son côté gauche, ce qui l'a conduit à démissionner de la présidence de la Royal Society, une seconde attaque a eu lieu le 25 juin 1754 qui a entraîné sa mort le 28 juin.
Martin Folkes s'est marié en 1714 avec Lucretia Bradshaw, une actrice qui a joué au Haymarket et Drury Lane. Le mariage a été célébré le 18 septembre 1714 à St Helen's church. Il a eu trois enfants, Dorothy (née en 1718), Martin (1720-1740), et Lucretia (1721–1758) mariée à Richard Betenson. William Hogarth (1697-1764) a peint son portrait, gravé par Thomas Cook.
Folkes était d'un athéisme remarqué et détestait les préjugés raciaux. Certaines de ses déclarations publiques ont été interprétées comme une preuve d'un point de vue darwinien. Selon l'archéologue William Stukeley, il a mis en place un Infidels Club en 1720 et l'a critiqué pour propager ce système d'infidélité et même de le diffuser à la Royal Society.
Il était docteur des universités d'Oxford et de Cambridge.